# André Périé
André Périé né le  27 mars 1912 à Paris et mort le 12 février 1999 à Biarritz, est un réalisateur français de films documentaires à caractère ferroviaire. C'est à lui que l'on doit un nombre incalculable de films qui font aujourd'hui la joie des amateurs du chemin de fer des années d'après-guerre.

## Biographie
André Périé était pendant la Seconde Guerre mondiale reporteur-cinéaste pour les Actualités Françaises. Il a réalisé entre 1945 et 1975 la majorité des films produits par la Section Centrale Cinématographique de la SNCF (créée en 1942).
Le premier film produit par la Section Centrale Cinématographique de la SNCF s’appelle Pilotes du rail. Il est réalisé en 1945 par André Périé ; le carton de présentation annonce : « Dédié aux mécaniciens et chauffeurs de locomotives, ce reportage a été entièrement exécuté à bord de la machine d’un train régulier. » Il réalise en 1946 un moyen métrage de 54 minutes intitulé Au service de la France.
André Périé fut pendant 25 ans le pilier et le maître à penser ès cinéma de la Section Centrale Cinématographique ; il réalisa ou participa à quasiment tous les films en tant qu'opérateur de prise de vue, de réalisateur ou de conseiller technique ; pour certains d'entre eux, il écrivit les textes et assura même le choix de l'accompagnement musical.
Il travaille sous la direction de Lucien Censier de 1944 à 1969 puis de Georges Ragot jusqu'à la fin de sa carrière et souvent avec la même équipe technique et les mêmes laboratoires de tirage : Yves Clara, René Pouillart, Sylvère Florentin, Gérard Lebeuf à l'image et Roger Bonaccorso ou Henri Galland au son et au montage. Le tirage des films est assuré par LTC et Tirage 16. André Périé quitte la SCC en 1975.
« André Périé est entré à la SNCF mais seulement comme stagiaire et n'a jamais pu être régularisé au Cadre Permanent car il était trop âgé. D’ailleurs, à son départ, il n’a pas bénéficié d’une retraite de cheminot. » (extrait d'une interview de Lucien Censier par Michel Ionascu).

## Filmographie
- 1971 : Brétigny-Paris — réalisation - Couleurs
- 1970 : Vouloir c'est pouvoir (Where is a will, there is a way) — production et réalisation (sous réserve de vérification) cité dans IMDB.
- 1970 : L'affaire des 3 machines — réalisation - Couleurs
- 1969 : La Bastille — réalisation - Couleurs
- 1969 : 4000 chevaux — réalisation - Couleurs
- 1969 : Un nouveau Mistral — réalisation - Couleurs
- 1968 : De l'autorail au turbotrain — réalisation - Couleurs
- 1968 : Train cargo — réalisation - Couleurs
- 1967 : Chemin vers la mer — réalisation - Couleurs
- 1967 : Sécurité - Vitesse — réalisation
- 1967 : Six heures en six minutes — réalisation
- 1967 : Diesel CC 70000 — réalisation - Couleurs
- 1967 : Une machine pour 4 courants (les CC quadricourants CC 40100) — réalisation - Couleurs
- 1966 : Tourisme alpin : un reportage sur la Vallée Blanche — réalisation et Script
- 1966 : Passages à niveau 1 — Auteur et réalisateur - Couleurs
- 1965 : L'automoteur 350 kW — réalisation
- 1964 : Diesels 67-68 — réalisation et participation au montage (sujet : les nouvelles locomotives diesel séries 67000 et 68000)
- 1964 : Le Mistral — réalisation
- 1963 : Paris-Bruxelles — réalisation - Couleurs
- 1963 : Destination neige — réalisation - Couleurs
- 1962 : Mistral 61 — réalisation - Couleurs
- 1962 : De la sardane au fandango — réalisation - Couleurs
- 1962 : Artouste altitude 2000 — réalisation - Couleurs
- 1961 : De Paris aux châteaux de la Loire — réalisation
- 1961 : Cavalerie légère — réalisation - Couleurs (les BB 16500)
- 1960 : Transports exceptionnels — réalisation - Couleurs
- 1960 : Voyage en zig-zag — réalisation
- 1960 : En attendant le tunnel sous la Manche — réalisation
- 1959 : Paris-Lille — réalisation - Couleurs (un reportage sur l'électrification de la ligne Paris-Lille)
- 1959 : Silence … on roule — direction (un reportage sur le train sur pneumatiques de la ligne Paris-Strasbourg)
- 1959 : Les points sur les « i » — conseiller technique - couleurs
- 1959 : Le tour du monde en 50 périodes (Around the world in 50 cycles) — réalisation
- 1959 : Paris-Côte d'Azur par les Alpes — réalisation - Couleurs
- 1959 : L'autorail panoramique — réalisation (il s'agit du X 4200)
- 1959 : Tourisme alpin — réalisation
- 1958 : Dents par dents — réalisation - Couleurs (la fabrication des engrenages)
- 1958 : Lourdes — réalisation
- 1957 : Aiguillage — conseiller cinéma
- 1957 : Signal d'alarme — réalisation
- 1958 : Le chemin de fer à votre porte — réalisation - Couleurs
- 1957 : Une grande vedette parisienne : Paris St-Lazare — réalisation
- 1956 : La raison du diesel — réalisation, texte et adaptation musicale (sujet : la diésélisation de la région Sud-Ouest avec les locomotives diesel-électriques 060 DB) - Couleurs
- 1956 : Le Mistral — réalisation
- 1952-1954 : La reconstruction définitive du pont tournant de Caronte — Réalisation, conseiller technique (voir pont de Caronte)
- 1955 : Valenciennes-Thionville (25 000 V - 50 Hz) — réalisation
- 1955 : Contre la montre — réalisation
- 1955 : Vieux souvenirs et jeunes années — réalisation - Couleurs
- 1955 : Extraction moderne, un film non ferroviaire réalisé par André Périé et les équipes de la SCC pour le compte des Charbonnages de France : 16 mm noir et blanc et couleurs : le documentaire a été réalisé à l'occasion du centenaire de la société de l'industrie minérale et traite de nouvelles techniques mises en place aux sièges de Merlebach et de la Houve.
- Feu Monsieur Tartre — réalisation
- 1954 : Le record du monde de vitesse — réalisation
- 1954 : Quand la voie fait peau neuve — conseiller technique
- 1953 : Le métier de conducteur d'autorail — conseiller technique (il s'agit de l'autorail 300 ch)
- 1953 : 100 ans de retard — scénario et réalisation
- 1952 : Naissance d'une locomotive — réalisation (sujet : la construction des 141 P)
- 1952 : Monsieur Colis vous parle — réalisation
- 1951 : Mâchoires d'acier — réalisation
- 1950 : Chemin de traverses — réalisation
- 1950 : De fils en aiguilles — direction (sujet : l'électrification de la ligne Paris-Lyon)
- Vers 1950 : Au doigt et à l'œil — réalisation
- 1950 : Le viaduc de Roppenheim — réalisation (reconstruction définitive du premier pont sur le Rhin)
- 1950 : La reconstruction du viaduc de Cize-Bolozon — réalisation (voir Ligne du Haut-Bugey)
- 1949 : Pacific 231 — réalisation sous la direction de Jean Mitry, illustré par la pièce symphonique d'Arthur Honegger
- 1949 : Silence, on roule — réalisation
- 1949 : Bonsoir Paris, bonjour Londres — réalisation
- 1949 : Allo Paris… ici Lyon — réalisation
- 1948 : L'autorail FNC — réalisation (FNC = Fédération Nationale des Cheminots)
- 1947 : Le viaduc de Nogent-sur-Marne — réalisation (reconstruction du viaduc détruit par les Allemands)
- 1947 : La renaissance du rail — réalisation
- 1947 : Sécurité avant tout — réalisation
- 1946 : La 2D2 — réalisation
- À cœur vaillant — réalisation
- 1946 : Au service de la France — réalisation
- 1945 : Pilotes du rail — réalisation (sujet : les roulants : chauffeur et mécanicien)

### Articles
- André Périé publia un article dans la revue Chemins de fer et cinéma, numéro spécial de novembre-décembre 1947 : Comment on tourne un film ferroviaire - Éditeur Paris : AFAC.

Le sujet portait notamment sur le tournage du film de René Clément : La Bataille du rail.

## Sources
- Michel Ionascu, Cheminots et cinéma, préface d'Henri Alekan, Éditions L'Harmattan, Collection Champs Visuels,
- Michel Ionascu : http://www.anatec.fr/_elements/CAN4-Theme-A3.pdf
- Michel Ionascu : http://www.anatec.fr/_elements/CAN5-Theme-A5.pdf
- Matthieu Holler, Étude des représentations filmiques du travail à travers la cinémathèque des Charbonnages de France, mémoire présenté par Frédéric Gimello-Mesplomp, Université Paul-Verlaine, Metz
- http://www.bfi.org.uk/
- Fiche IMDb
- Collection vidéo : Média Trains, éditions de la Régordane
- Collection vidéo Atlas : la passion du train no 15